# 1875 en sport
Cet article présente les faits marquants de l'année 1875 en sport.

## Athlétisme
- 16 octobre : premier numéro du journal sportif anglais The Athletic News.
- Fondation à Paris d’un Club des Coureurs.
- Fondation du club gallois d’athlétisme de Newport AC.

## Aviron
- 20 mars : The Boat Race entre les équipes universitaires d'Oxford et de Cambridge. Oxford s'impose[1].
- 14 juillet : régate universitaire entre Harvard et Yale. Harvard s'impose[2].

## Baseball
- 11 septembre : Premier match de baseball féminin professionnel aux É.-U.. Les Blondes s’imposent face aux Brunettes, 42 à 38.
- 30 octobre : Les Boston Red Stockings remportent le 5e championnat des États-Unis de baseball organisé par la National Association of Professional Base Ball Players avec 71 victoires et 8 défaites[3].
- Invention du gant de baseball par Charles Waitt. À main nue, il s’agissait jusque-là de stopper la balle ; ganté, il s’agira désormais de la saisir au vol. Autre innovation : le masque de protection du receveur.

## Cricket
- 18 août : fondation du Somerset County Cricket Club par une équipe d'amateurs lors d'une réunion à Sidmouth, dans le Devon, immédiatement après un match contre une équipe locale.
- Le Nottinghamshire County Cricket Club est sacré champion de cricket en Angleterre[4].

## Football
- 6 mars : à Londres (Kennington Oval), l'Angleterre et l'Écosse 2-2 devant 2 000 spectateurs.
- 13 mars : finale de la 4e FA Challenge Cup. Royal Engineers 1, Old Etonians 1. 3 000 spectateurs au Kennington Oval. Finale à rejouer.
- 16 mars : finale de la 4e FA Challenge Cup. Royal Engineers 2, Old Etonians 0. 3 000 spectateurs au Kennington Oval.
- 10 avril : à Glasgow (Hampden Park), finale de la 2e édition de la Coupe d'Écosse. Queen's Park s'impose 3-0 face à Renton. 7 000 spectateurs.
- 18 mai : fondation du club de football anglais de Blackburn Rovers par des étudiants.
- Sous la pression de la Sheffield FA, la FA autorise l'usage d'une barre transversale sur les buts, remplaçant le ruban qui en fixait jusqu'alors la hauteur.
- Des joueurs du Middlesbrough Cricket Club fondent le club de football anglais de Middlesbrough FC.
- Des joueurs de cricket de Birmingham fondent le club de football anglais de Small Heath Alliance (futur Birmingham City).

## Football américain
- 13 novembre : un match de football américain entre les Bulldogs de Yale et de Harvard Crimson a lieu pour la première fois. Harvard Crimson gagne  4 : 0.

## Golf
- 10 septembre : Willie Park, Sr. remporte l'Open britannique à Prestwick[5].

## Gymnastique
- La gymnastique connaît une explosion en France : L’Union des sociétés de gymnastique de France (fondée en 1873) compte plus de 250 clubs.

## Hockey sur gazon
- Fondation en Angleterre de l’English Hockey Association.

## Hockey sur glace
- 3 mars : premier match intérieur de hockey sur glace à Montréal.

## Joute nautique
- L. Isoird (dit lou Mounard) remporte le Grand Prix de la Saint-Louis à Cette[6].

## Natation
- 24 août : première traversée de la Manche à la nage. Le capitaine Matthew Webb signe cet exploit en 21 heures et 45 minutes.

## Omnisports
- Pierre Larousse précise dans son dictionnaire l’origine du mot « Sport » : « Le mot Sport n’est pas, comme beaucoup l’ont cru, une expression empruntée à la langue anglaise. Il vient du vieux Français Desport qui signifie divertissement ».

## Rugby à XV
- 15 février : premier match international de rugby à XV entre l’Angleterre et l’Irlande à Londres. L’Angleterre s’impose.
- 8 mars : match nul sans point à Édimbourg entre l’Écosse et l’Angleterre.
- 13 décembre : l’Angleterre bat l’Irlande à Rathmines.

## Snooker
- 17 avril : invention du snooker, variante du billard, par l’Anglais Sir Neville Chamberlain à Calcutta (Inde).

## Sport hippique
- Angleterre : Galopin gagne le Derby d'Epsom[7].
- Angleterre : Pathfinder gagne le Grand National[8].
- Irlande : Innishowen gagne le Derby d'Irlande[9].
- France : Salvator gagne le Prix du Jockey Club[10].
- France : Tyrolienne gagne le Prix de Diane[11].
- Australie : Wollomai gagne la Melbourne Cup[12].
- États-Unis le 17 mai : Première édition de la course hippique américaine du Kentucky Derby, à Louisville. Oliver Lewis sur Aristides s’impose[13].
- États-Unis : Saxon gagne la Belmont Stakes[14].

## Naissances
- 1er janvier : Albert Curtis, joueur de tennis australien. († 12 septembre 1933).
- 7 janvier : Gustav Flatow gymnaste américain. († 29 janvier 1945).
- 11 janvier : Fritz Manteuffel, gymnaste allemand. († 21 avril 1941).
- 12 janvier : Alfred Dunlop, joueur de tennis américain. († 7 avril 1933).
- 15 janvier : Thomas Burke, athlète de sprint américain. († 14 février 1929).
- 20 janvier : Henrik Sjöberg, gymnaste et athlète de sprint de saut et de lancer suédois. († 1er août 1905).
- 20 février : Marie Marvingt, sportive française. († 14 décembre 1963).
- 22 février : Graham Drinkwater, hockeyeur sur glace canadien. († 27 septembre 1946).
- 6 mars : Louis Dedet, joueur de rugby à XV français. († 25 juillet 1960).
- 18 mars : Andarín Carvajal, athlète de fond cubain. († 27 janvier 1949).
- 29 mars : Johan Edman, tireur à la corde suédois. († 19 août 1927).
- 30 mars : Thomás Xenákis, gymnaste artistique grec. († 7 juillet 1942).
- 31 mars : Edmond Jacquelin, cycliste sur piste français. († 29 juin 1928).
- 15 avril : James J. Jeffries, boxeur américain. († 3 mars 1953).
- 22 avril : 
  - Louis Martin, nageur et poloïste français. († 2 avril 1957).
  - Harvey Pulford, hockeyeur sur glace canadien. († 31 octobre 1940).
- 30 avril : 
  - Julien Brulé, archer français. († 25 juin 1928).
  - Friedrich Opel, pilote de courses automobile puis industriel allemand. († 30 août 1938).
- 1er mai : David Hall, athlète de demi-fond américain. († 27 mai 1972).
- 7 mai : William Hoyt, athlète de sauts américain. († 11 décembre 1954).
- 24 mai : Robert Garrett, athlète de lancers et de sauts américain. († 25 avril 1961).
- 7 juin : Jules Clévenot, nageur et poloïste français. († 11 septembre 1933).
- 13 juin : Paul Neumann, nageur autrichien. († 9 février 1932).
- 15 juin : Herman Smith-Johannsen, fondeur norvégien-canadien. († 5 janvier 1987).
- 6 juillet : Charles Perrin, rameur français. († 26 mars 1954).
- 25 juillet : Francis Dessain, footballeur puis entraîneur belge. († 23 août 1951).
- 19 août : John Bray, athlète de demi-fond américain. († 18 juillet 1945).
- 23 août : 
  - George Allan, footballeur écossais. († 17 octobre 1899).
  - Howard Spencer, footballeur anglais. († ? janvier 1940).
- 26 août : Daniele Angeloni, footballeur puis entraîneur italien. († 1er novembre 1957).
- 31 août : Eddie Plank, joueur de baseball américain. († 24 février 1926).
- 15 septembre : Jimmy Jackson, footballeur écossais et australien. († ?)
- 29 septembre : Alexandre Maspoli, haltérophile, athlète de saut puis sculpteur français. († 25 septembre 1943).
- 8 octobre : Hugh Lawrence Doherty, joueur de tennis britannique. († 21 août 1929).
- 4 novembre : August Gustafsson, tireur à la corde suédois. († 31 octobre 1938).
- 12 novembre : Fritz Erle, pilote automobile et ingénieur allemand. († 20 novembre 1957).
- 27 novembre : Julius Lenhart, gymnaste autrichien. († 10 novembre 1962).
- 3 décembre : Émile Delchambre, rameur français. († 8 septembre 1958).
- 11 décembre : Carl Jörns, cycliste sur route et pilote de courses automobile allemand. († 19 juillet 1969).
- 25 décembre : Pierre de Caters, pilote de courses automobile et entrepreneur belge. († 26 mars 1944).
- (° ?) : Panayiótis Paraskevópoulos, athlète de lancers grec. († 8 juillet 1956).
- (° ?) : Bill Struth, entraîneur de football écossais. († 21 septembre 1956).

## Décès
- 25 décembre : Tom Morris, Jr., 24 ans, golfeur écossais. (° 25 avril 1851).